# Gyöngy Kálmán
Gyöngy Kálmán (Magyarszarvaskend, 1944. január 31. –) karikaturista, szaktörténész, kiadó.

## Életpályája
A Jurisich Miklós Gimnáziumban végzett 1962-ben Kőszegen, majd 1975-ben általános vegyész, 1983-ban kereskedelmi reklám-marketing szakember, 1985-ben film-, videóoperatőri képesítést szerzett. 1966-tól 1989-ig a Dunai Kőolajipari Vállalat/MOL-nál vegyész, majd reklámpropagandista. 1989-től saját vállalkozásban karikatúrák, videófilmek készítésével foglalkozott. Fiatal korában munkája mellett 1964–1977 között rajzolt a Vas Népe, Igaz Szó, Magyar Ifjúság, Zalai Hírlap, Ifjúsági Magazin, Szabad Föld részére. 1977 után amatőr filmeket és videófilmeket készített. Díjazott filmjeit a televízió is bemutatta.
1989-től ismét lehetősége nyílt az Új Szabad Száj és a Ludas Matyi vicclapokban publikálni. Mellette az Elefánt, Hahota, Magyar Honvéd, Pesti Hírlap, Pesti Veréb, Pesti Vicc, Fülig Jimmy, Ügyes, Fanny, Kápé, Kópé, Eszes stb., 1992–98-ig a Magyar Nemzet napilapnak rajzolt, majd 1996–2003 között a Népszabadság című napilap Budapest-mellékletének készített karikatúrákat, illusztrációkat. 1996-tól alapító tagja és szerkesztője volt a Veszett Veréb c. vicclapnak. Az évek során több mint hetven újság közölte rajzait.
2000-ben saját vállalkozásban lap- és könyvkiadóként a Rejtvény Futár, Rejtvény Mazsola, később az Olasz Rejtvény Magyaroknak, Skandináv Rejtvény Magyaroknak, Laza Olasz, Hüvelyk Matyi, Nagyon Nagy Olasz, Olasz Évszakok című újságokat alapította, és szerkeszti jelenleg is. Interneten a LUDAS MATYI ÚJSÁG /aludasmatyi.blog.hu/: napi aktuális karikatúrák, írások jelennek meg ismert karikaturisták munkáiból.

## Díjai, elismerései
- 1994-ben az International Message Cartoon Fest (Japán) különdíj
- 1997-ben Országos Kaposvári Karikatúra Kiállításon III. díj
- 1998-ban Országos „Füst" Pályázaton II. díj
- 2000-ben SZFÉRA Különdíj
- 2002-ben Városunk című kiállításon I. díj
- 2008-ban Baja különdíj
- 2010-ben Hírtükör III. díj
- 2010-ben XIV. Magyar Karikatúra Művészeti Fesztivál I. díj.

## Kiállításai
- 2012. Százhalombatta, egyéni kiállítás Barátság Kulturális Központ
- 2014. Kőszeg, egyéni kiállítás Írottkő Hotel
- Számtalan csoportos karikatúra kiállításokon vett részt belföldön, valamint Ausztriában, Belgiumban, Jugoszláviában, Törökországban, Franciaországban, Japánban, Kanadában, Portugáliában, Iránban.
- Budapest MUOSZ Best of 2005, 2006, 2007, 2008,2009,2010.
- BENTA ART csoporttal 2008-tól állít ki grafikákat.

## Művei
- Magyar karikaturisták adat- és szignótára 1848-2007 (2007. Bp., Ábra Kft.) ISBN 9789630634274
- Névjegy: Gyöngy Kálmán(2003. Bp., Ábra Kkt.)
- Vicc Albummm (1994. Bp., Ábra Kkt.)
- A dohányzás 2000 éve (1999. Bp., Ábra Kkt.)

## Könyvillusztrációi
- A rendszerváltás humora 1992
- Vicc Albummm 1994
- Micsoda Város 1998
- A dohányzás 2000 éve 1999
- Vállalkozás Előtti Intelmek 2000
- Lucky Dip I. 2000
- Lucky Dip II. 2001
- Gól volt... gól nem volt 2002
- Polgári Kaszinó 2002
- Névjegy 2003, 2011.
- Best of 2005, 2006, 2007, 2008, 2009,2010
- Wessely Gábor: Magyar Fanyar (2006)